# Nick (Ungheria)
Nick è un comune dell'Ungheria di 522 abitanti (dati 2022). È situato nella contea di Vas.